# Teatre-Museu Dalí
Het Dalí theatermuseum (Catalaans: Teatre-Museu Dalí, Spaans: Teatro Museo Dalí), is een museum van de kunstenaar Salvador Dalí in zijn geboortestad Figueres, in Catalonië, Spanje. 

## Geschiedenis
Het huidige museum is gehuisvest in, wat Dalí in zijn kinderjaren kende als, het stadstheater. Het is ook de plaats waar de schilderijen van Dalí voor de eerste keer werden tentoongesteld. Het theater werd verwoest tijdens de Spaanse Burgeroorlog en bleef tientallen jaren een ruïne, totdat Dalí en de burgemeester van Figueres in 1960 besloten samen het te herbouwen als een museum.
Het museum werd geopend in 1974 en werd uitgebreid in de jaren tachtig. Dalí werd begraven in de crypte onder de glazen koepel van het museum.

## Collectie
Het museum heeft zowel kunstwerken uit zijn vroege periode (1917-1928), de surrealistische (1929-1940), als zijn klassieke periode (1941-1983).  Self-portrait with L'Humanitie (1923), Port Alguer (1924), The Specter of Sex Appeal (1934), Portrait of Gala with Two Lamb Chops Balanced on Her Shoulder (1933), Soft Self-portrait with Fried Bacon (1941), The poetry of america (1943), Galarina (1944/45), Basket of Bread (1945), Leda Atomica (1949),Galatea of the Spheres (1952).
Er zijn ook een aantal werken die door Dalí uitdrukkelijk zijn gecreëerd voor het museum zelf, waaronder the Mae West kamer, de Paleis van de Wind kamer, het Monument voor Francesc Pujols en de Cadillac plujós.